# قصیبه المدیونی
قصیبه المدیونی (به عربی: قصیبة المدیونی) یک منطقهٔ مسکونی در تونس است که در استان منستیر واقع شده‌است. قصیبه المدیونی ۱۳٬۱۲۲ نفر جمعیت دارد.